# Волощина (заказник)
Воло́щина — ботанічний заказник загальнодержавного значення в Україні. Розташований у Тернопільському районі Тернопільської області, на схід від села Волощина. 
Площа заказника — 42 га земель державної власності (10 га земель, які перебувають у користуванні Державного підприємства «Бережанське лісомисливське господарство» — квартал 29, виділ 8,1; квартал 32, виділи 1, 17, 19, 2,1, 18 Підгаєцького лісництва, та 32 га земель — квартал 52, виділи 1, 2, які перебувають у користуванні Державного агролісогосподарського підприємства «Бережаниагроліс»). Створений відповідно до Указу Президента України № 477/2015 від 17 серпня 2015 року. 
Статус присвоєно для збереження місць зростання видів, занесених до Червоної книги України, а також регіонально рідкісних видів — анемона розлога, вовчі ягоди пахучі, ясенець білий, булатка великоквіткова, жовтозілля Бессера, зозулині сльози яйцеподібні, любка дволиста, кадило сарматське, вовчі ягоди звичайні, гадючник звичайний.